# Gold Club
Gold Club — публичный дом VIP-категории, располагавшийся в США, в городе Атланта, основанный Стивом Капланом, официально выдаваемый за стриптиз-клуб. Несмотря на то, что такие посетители, как глава Microsoft Билл Гейтс, медиамагнат Тэд Тёрнер, кинозвезда Брюс Уиллис и «Летающий» Майкл Джордан признались, что только смотрели стриптиз-представления, на самом деле это был доходный бизнес одного из крупнейших в Америке организаторов проституции; также клуб посещали другие знаменитости, включая Патрика Юинга, Денниса Родмана, Окли  и других, которые были постоянными клиентами клуба.
В конце 1999 года истинное положение дел с Gold Club было раскрыто, тогда же были выявлены случаи проституции, для чего в коллектив была тайно подослана стриптизёрша из группы поддержки команды «Нью-Йорк Никс».

## Предисловие
В июле 2007 года несколько молодых и красивых девушек приняли участие в мессе в построенном храме, расположенном в американском городе Атланта. Они набожно читали молитвы, склонив головы, празднуя свою новую (вторую) жизнь. Оказывается, место нового храма расположено как раз там, где находился знаменитый на всю Америку своей дурной славой Gold Club. Эти девушки как раз и были стриптизёршами из Gold Club и тогда сексуально обслуживали бесчисленных знаменитых американских клиентов.
После разразившегося скандала по поводу Gold Club его босс Стив Каплан во время расследования, проводившегося ФБР, выдал настоящую «ошеломительную» связку имён высокопоставленных персон, посещавших Gold Club за последние 10 лет: член правления Microsoft Билл Гейтс,  медиамагнат Тэд Тёрнер и даже король Швеции Густав – все они были клиентами этих стриптизёрш. Большая группа спортивных звёзд из NBA, включая «Летающего» Майкла Джордана, Денниса «The Worm» Родмана, Патрика Юинга, Мутомбо, постоянно приходили сюда, чтобы предаться бесплатным плотским утехам.

## Сексуальный рай для NBA
До 1994 года Стив Каплан ничего из себя не представлял. Он и его отец были уличными продавцами газет, работая в тесном газетном киоске и влача полуподвальное нищенское существование, но Каплан никогда не примирялся с этим.
В 1994 году Каплан чётко увидел перспективу вложения финансов в ночные клубы. Посредством кредитов он скопил свой капитал, купил право владения одним зданием в Атланте в центральной части района Бак-Хайд. После реставрации это здание чёрного цвета, не имевшее окон, было названо «Золотой клуб» (The Gold Club). Он предназначался в первую очередь для проведения стриптиз-представлений, что в Атланте являлось официально разрешенной деятельностью.
Первоначально Gold Club Каплана был совершенно легальным, гостям категорически запрещались в клубе сексуальные контакты со стриптизёршами; вечером каждый день, покидая клуб, все девушки должны были проходить дыхательный тест на наличие алкоголя, что являлось гарантией предотвращения чрезмерного потребления ими спиртного; за какой-либо проступок девушку сразу же увольняли.
Тогда любому достаточно было заплатить 10 долларов, чтобы приобрести входной билет, так можно было окунуться в разгульную жизнь клуба и посмотреть стриптиз-представления; а если доплатить 5 долларов, то можно было рассчитывать ещё и на бокальчик спиртного. Бизнес в Gold Club действительно начинался по-настоящему весело, однако с тех пор прошло время, Каплан на радостях немного не рассчитал силы, и через несколько месяцев у него возникла задолженность перед мафией, с которой была связана вся последующая деятельность клуба. Каплан обнаружил, что клиенты желают платить только 10 долларов, чтобы проводить время в клубе каждый вечер, смотря выступления стриптизёрш; эти клиенты были жадны настолько, что даже не покупали бокал спиртного за 5 долларов.
Каплан ломал голову, дабы положить конец убыточности, и вот он начал давать указания стриптизёршам проводить намного более откровенные выступления, вплоть до согласия на оплачиваемый половой акт, что подталкивало клиентов к трате денег; с другой стороны, Каплан решил наладить высокопрофессиональное «изъятие денег», пригласив клиентов с толстым кошельком (VIP-посетителей). На втором и верхнем этажах он оборудовал 16 «Золотых» помещений, где были специально оборудованные комнаты для VIP-посетителей, стены которых были целиком отделаны зеркальными (стеклянными) украшениями, а уровень почасовой оплаты был около 200-500 долларов; кроме того, за еду и выпивку взималась совсем не маленькая цена - так, за один бокал шампанского нужно теперь было заплатить 2000 долларов, но зато в клубе щедрые гости были в безопасности, могли тайно наблюдать выступления стриптизёрш и даже совершать половые акты.
Действительно, на тот момент характерной особенностью клуба было похотливое влечение клиентов к красивым девушкам, бизнес немного улучшился, но Каплан всё равно был неудовлетворен — он жаждал добиться грандиозного успеха. Каплан был заядлым любителем спорта – особенно ему нравились знаменитые команды из NBA. Один раз в Лас-Вегасе при проведении турнира Каплан увидел на площадке  необычайно активного О’Нила «Big Shark», и внезапно в его голове созрел план.  Было известно, что О’Нил некогда был в затруднительном положении из-за одной известной содержательницы публичного дома Iceplan, хранившей электронную копию его эротических фотографий с фотомоделью. И тотчас же Каплана осенило: «А почему бы не пойти таким кратчайшим путём?»
В 1997 году в NBA был обычный соревновательный сезон, команда «Нью-Йорк Никс» в городе Чарльстоне, расположенном в штате Южная Каролина, играла на своём поле против команды соперника. Каплан выждал удобный момент и сразу же организовал группу девушек из клуба, они сели в самолёт до Чарльстона. В тот же вечер он пригласил членов команды «Нбю-Йорк Никс» в небольшой танцевальный зал в одной из комнат ресторана, где устроил для команды праздничный танцевальный вечер, не требуя с них денег. С наступлением ночи около десятка игроков команды с бурлящим воодушевлением обступили танцпол. На танцполе две танцовщицы с голыми телами соблазнительно танцевали и очень быстро вынудили подняться со своих мест остальных членов команды, у которых гормоны просто били через край, они все громко кричали и были возбуждены. Когда наступил ответственный момент, Каплан немедленно распорядился десяти стриптизёршам встать между членами команды, чтобы те трогали их за грудь; таким образом, это породило непристойные сцены группового совокупления.
Игроки NBA – миллионеры, и в клубе они считались почётными клиентами; те, кто пробовал «сладость» на вкус, рассказывали об этом другим членам команды. Gold Club очень быстро обрёл популярность в округе.
Вечером 6 апреля 1998 в стены Gold Club вошел здоровенный и уверенный в себе двухметровый мужчина. Каплан пристально посмотрел на него  – «Хэй, не вы ли член команды «Нью-Йорк Никс» Патрик Юинг»? Каплан тотчас же приказал официанту обслужить его вперёд всех, затем радушно препроводил его в самую большую комнату для VIP-персон, где к тому же имелась одна составная кровать.
Через минуту зашли две красотки, одетые в бикини, встав позади Каплана и менеджера Томаса.  После того как они пришли, Каплан радушно распростёр руки и обнял Юинга, одновременно с этим сказав: «Эх, дорогой друг, я действительно большой поклонник команды «Нью-Йорк Никс», приветствую Вас в стенах Gold Club и надеюсь, что Вы позабавитесь на славу!»
Пока Юинг слушал эти льстивые комплименты, Каплан махнул кому-то рукой, подошли ещё две девушки, и уже четыре танцовщицы начали прекрасный танец, в процессе которого каждая из них сняла бикини и подбросила его в воздух. Каплан выключил свет, и кожа четырёх девушек в темноте засверкала. Изначально здесь ключевым фактором являлись светящиеся надписи, нанесённые на поверхности кожи танцовщиц определённым светящимся составом, которые, переливаясь и сверкая, выглядели весьма таинственно. Но тела девушек двигались ещё и очень соблазнительно, возбуждая желание, музыка тоже заставляла сердце человека гулко трепетать.
«Так повеселитесь ещё!» – сказал Каплан, выключив освещение и держа в руке маленький электрический фонарик, и пошутил с Юингом, стоявшим рядом с одной девушкой: «Вот видишь, это не подстава, всё нормально, давай, попробуй её»; в этот момент дыхание Юинга стало тяжёлым, всё тело горело, его желание превзошло все пределы…
После того как всё закончилось, Юинг взглянул на счёт. На нём была сумма 991,24 доллара. Каплан радостно сказал: «Господин Юинг, Вы наш кумир, Вы не слишком сильно потратились? Будем рады видеть Вас и друзей из вашей команды ещё раз, двери нашего Gold Club всегда открыты для вас…».
После этого попробовавший «вкусненького» Юинг многократно потом появлялся в Gold Club, и он ещё и не забыл рассказать об этом своим друзьям по команде,  тотчас же привлекая баскетболистов в Gold Club, чтобы те в конце концов могли удовлетворить своё желание. Запасной центральный нападающий Мутомбо и Деннис Родман по прозвищу «The Worm» из команды Chicago Bulls также стали в Gold Club постоянными гостями.
Ради привлечения большего числа посетителей Каплан принялся за усовершенствование системы услуг в Gold Club, он принял концепцию обслуживания «3S»: Секс (Sex), Конфиденциальность (Secrecy) и Безопасность (Security). С его точки зрения, мужчины из любого уголка мира нуждаются в сексуальных услугах, и поэтому конфиденциальность и безопасность должны быть особенно важны для знаменитостей.
Для высокопоставленных членов Gold Club имелись специальные площадки по интересам: так, для известных звёзд, актёров, магнатов, видных политических деятелей Каплан на основании их профессиональных пристрастий специально создавал разнообразные зоны. К примеру, для спортсменов имелась зона «Поле брани», для актёров — «Великан среди пигмеев», для видных политических деятелей — «Я превыше всех», а для воротил бизнеса — «Возвышенных речей» и так далее. Каждая из комнат обладала прекрасной звукоизоляцией, снаружи всегда стоял телохранитель, — была обеспечена очень хорошая безопасность. Ещё в каждой из зон имелся специальный секретный проход, так что не обязательно было тревожиться в часы сладких утех, что появится кто-то бесцельно слоняющийся из персонала.
Каплан к тому же нанимал соблазнительных и красивых девушек-стриптизёрш со всего мира. Изящные и тонкие азиатские девушки, страстные и дерзкие североевропейские девушки, а также  мистические «дикие» африканки. Слава Gold Club просто гремела.
В результате когда главе Microsoft Биллу Гейтсу, медиа-магнату Теду Тёрнеру, звёздам американского футбола Ди «Lier» Дэвису и Гамалю Андерсону, известному киноактёру Брюсу Уиллису, известному актёру Джорджу Клуни и даже королю Швеции Густаву и другим богатым мужчинам не хотелось скучать, они также приезжали в Gold Club в Атланту и также по традиции возвращались снова и снова.

## Итог
При упоминании Gold Club первое, что приходит на ум многим людям, — это короли баскетбола Джордан, Юинг, Миллер и другие. Никому не могло прийти в голову, что даже Мутомбо нечист, — все они здесь были VIP-клиентами, и можно представить себе, как они «отрывались» внутри клуба. Посетителями клуба были в основном знаменитые звёзды NBA, и поэтому все хозяева клуба и менеджеры были заядлыми болельщиками нью-йоркской команды.
Босс клуба вспоминал впоследствии те времена, и даже он тогда не вполне ясно понимал — сколько же денег было потрачено звёздами баскетбола на сексуальные услуги. Однако можно констатировать одно — здесь звёзды NBA оставляли очень большие суммы. Это давало боссу клуба хорошее преимущество; таким образом, арена интимных встреч в Gold Club существовала и расширялась.
В Америке в городе Атланта стриптиз-клубы могли работать вполне легально и на законных основаниях; Gold Club частично использовал это в начальный период, и в значительной степени это давало двойное преимущество; во-первых, босс вникал в баскетбольную специфику, во-вторых, хозяин Gold Club тонко улавливал психологию посетителей верхних этажей клуба. Путём простого анализа до крайней степени сексуально разложившихся знаменитых личностей Америки их запросы можно было разделить на три части: секс, конфиденциальность и безопасность.
Как можно догадаться, различные мужчины, особенно с таким отличающимся от обычных людей, телосложением, как у спортсменов из NBA, могли удовлетворить здесь сексуальное желание. Бывший член команды «Чикаго Буллс» «The Worm» Родман однажды не смог устоять перед сексуальными заигрываниями одной девушки, и после Каплан всегда называл её в клубе не иначе как «Богиня» для обслуживания Родмана, когда он приходил, но, в конце концов, «Богиня» эта — попросту обслуживающая рабыня; можно лишь представлять себе, какими путями посетители могли получать удовлетворение своих желаний, и очевидно, что это было организовано всестороннее и с размахом.
В Gold Club уголки разврата предоставлялись не только для мужчин — особо активным женщинам тоже предоставлялись услуги. Экс-подруга Родмана — Мадонна — тоже проводила время именно здесь. Обычно тут не принимали посетительниц, однако для такой особенной женщины было сделано исключение, и обязанности по обслуживанию тогда были возложены на Джорджа Кантоса. Кантос тем не менее принял Мадонну, подозвал стриптизёршу по кличке «Малышка» и пригласил её зайти в бар; об этих обстоятельствах Кантос лично рассказал в качестве свидетеля на суде — отсюда можно представить себе, какими «запугиваниями» могла обеспечиваться столь высокая степень конфиденциальности: она позволяла поддерживать тайну о частных лицах на достаточно хорошем уровне, и она же наталкивала на мысль — а почему бы не приглашать ещё больше звёзд?
Служба «эскорта» во многих странах развилась сравнительно недавно, однако ранее, в 1997 году, Каплан уже оказывал подобные услуги для пары команд из NBA. Во время соревнований в городе Чарльстон, штат Южная Каролина, во время предсезонных встреч Каплан организовал доставку одной группы танцовщиц для оказания услуг; среди них каждая, которая прекрасно себя зарекомендовала, сразу могла получить вознаграждение в 1000 долларов. По-видимому, здесь был задействован принцип «осознания гарантированной награды». Кроме того, говоря простыми словами, к приходящим из спортивной команды посетителям Каплан автоматически направлял девушек каждому из них прямо в номер для оказания услуг.
Но услуги внутри клуба иногда встречали решительный отпор. Милисик Нано сразу вспоминал жалобы охраны на Марка Джексона. Джексон был удобной мишенью для нападок. И вот когда одна танцовщица пришла к нему в номер, он выставил её за дверь, сказав: «Спасибо, но мне не нужны услуги подобного рода, я женатый человек и в браке очень счастлив».
В конце концов, таким образом, многие порядочные и честные игроки во всей баскетбольной федерации, такие как Джексон, к тому моменту фактически уже «подвымерли», но, по крайней мере, это не относится к особенно превзошедшему их Юингу. Этот человек предпочёл вместо увековечивания в пантеоне Великих Знаменитостей явиться в суд и самолично дал признательные показания. Он приходил туда более 10 раз, но он ещё не затрагивал тему той бесплатной «услуги».
Юинг стал первым из спортсменов, кто рассказал в суде о том, что творится  в Gold Club, переживая за свою репутацию. Выступая в суде в то время в качестве свидетеля, он говорил: «Те девушки танцевали практически голые, они начали гладить меня, привели меня в крайнее возбуждение, и потом они занялись со мной оральным сексом. Я немного поразвлёкся, затем они болтали со мной недолго и после сразу же ушли». Судья ещё раз потребовал описать те моменты, но он (Юинг) повторял снова и снова сказанные им слова.
Фактически творившуюся в Gold Club обстановку не передать словами, и абсолютно неясно из слов Юинга, что же там конкретно было; это непременно необходимо было самому испытать и узнать там эту самую «обстановку». Юинг, по его словам, в тот момент стоял сбоку от танцпола, затем ему предоставили VIP-апартаменты «Золотая комната» на 7-м этаже. В ходе процесса было опрошено много свидетелей — даже трудно представить себе, сколько за короткий промежуток времени здесь побывали. Каплан вошёл вместе со всей группой танцовщиц, Каплан и Юинг перекинулись несколькими словами, после чего Каплан позвал ещё и самых знаменитых танцовщиц в клубе: Фредерику и «Богиню».
Каплан специально выключал в комнатах свет, используя электрический фонарик, освещал парочку стоявших на своих местах танцовщиц – это была его самая любимая забава в рамках специальных услуг, о которой он говорил: «Это забота о господине Юинге». Каплан внезапно дал распоряжение, две танцовщицы встали рядом с Юингом и поочерёдно принялись доставлять ему сексуальное удовольствие оральным путём.
Они «отрывались» по полной где-то около 45 минут, Юинг собрался уходить, обслуживающий персонал принёс чек, на котором значилась сумма 991,24 доллара. Эти деньги Каплан великодушно не захотел принимать. Испытывая смущение, Юинг достал 20–30 долларов, но и их тоже не стали принимать.
Кроме того, в стенах клуба также в качестве почётного гостя бывал одногруппник Юинга по Джорджтаунскому университету – центральный нападающий Мутомбо. Для него всегда была готова одна танцовщица, оказывавшая ему услуги орального секса, — её звали Пернис. Она была ещё одним важным свидетелем по этому делу и на процессе одинаково давала показания и о «мистере» Мутомбо, и о «братишке» Юинге, а два владельца клуба в течение всего этого процесса оставались в стороне.
Дело «Золотого Клуба» завели немного позже. Каплан предоставил длинный-предлинный список знаменитостей, включая всех звёзд NBA. Среди них были Майкл Джордан, Реджи Миллер, Деннис Джонсон и другие, а также входящий в список самых богатых людей мира основатель компании Microsoft – Билл Гейтс. Даже король Швеции Густав в 1996 году, в период проведения Олимпиады в Атланте, лично посещал здесь представления.
Несмотря на это, Каплан в суде неоднократно пытался изобразить себя порядочным гражданином: так, после событий 11 сентября 2001 года он якобы сделал много хорошего, например, в штате Нью-Йорк на железнодорожной станции он оборудовал пункт «Службы Спасения». Однако это не могло служить оправданием его грехов и не помогло избежать наказания, установленного судом. И вот 1 августа 2001 года два владельца клуба и их адвокаты провели в Gold Club «последний ужин», сотрудники ФБР утром опечатали дверь, и на этом завершил своё существование «Золотой клуб» в Атланте, что ознаменовало собой конец эпохи этого «греховного логова разврата». Стив Каплан в итоге получил 16 месяцев тюремного заключения, правда, оставшись после этого в поле зрения правоохранительных органов. В частности, в 2005 году он был арестован по подозрению в возможных связях с преступной семьёй Гамбино.
1 февраля 2004 года пять молодых и красивых женщин в первый раз приняли участие в мессе в новой церкви города Атланта. Они сидели в первом ряду и благочестиво склонили головы в молитве. Присутствие этих пяти девушек имело огромный смысл. Когда-то именно здесь они были пятью танцовщицами, а сейчас они праздновали здесь своё второе рождение. К тому же они находились в месте по тому же адресу, в котором ранее находился Gold Club. Скорее всего, никто не пожалел бы разрушить это огромное здание, если бы не местный пастор Дэн Гаррет, организовавший переделку здания в церковь. Он опросил 200 добровольцев, и они придумали название новому храму — «Клуб Господень» (англ. The God Club); возможно, это является очень показательным моментом.
Хотя действующие лица совершенно поменялись, но это здание всё ещё хранит множество элементов, напоминающих о прошлом Gold Club. К примеру, прежний танцпол со стеклянной поверхностью стоит там по-прежнему в безмолвии, цвет внутренней отделки комнат не изменился, хотя некоторые предметы уже закрашены, но тем не менее в храме прекрасная светящаяся отделка; по сторонам просторной лестницы по-прежнему смутно различимы свидетельства былой роскоши, однако есть и радикальные отличия — освещение здесь в сравнении с прежними временами сияет не так ярко.

## Реакция СМИ
Дело Gold Club в начале 2000-х годов стало одним из наиболее громким и широко освещаемых в американской прессе: в частности, ещё до его завершения была напечатана огромная статья в американском журнале Time, а также во всех остальных крупных газетах страны, причём эта тема так или иначе поднималась на протяжении многих последующих лет. Журналист Билл Симмонс, написавший большую статью «Руководство для чайников по судебному процессу над Gold Club», получил за него пулитцеровскую премию.